# Verdienstorden für Wissenschaft und Kunst (Anhalt)

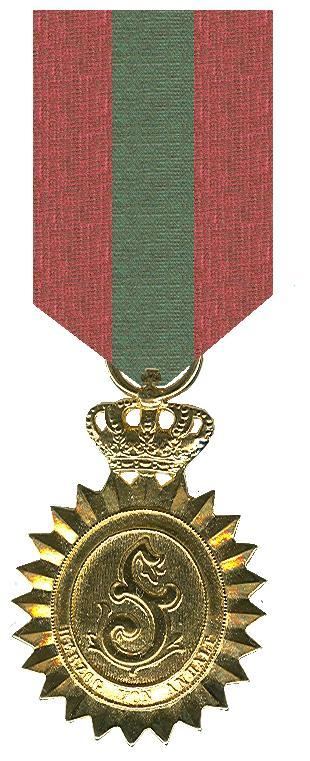
Verdienstorden für Wissenschaft und Kunst, 1. Modell

Der Verdienstorden für Wissenschaft und Kunst wurde am 30. Juli 1873 durch Herzog Friedrich I. von Anhalt gestiftet und als Anerkennung und Belohnung ausgezeichneter und besonderer Leistungen auf dem Gebiet der Wissenschaft und Kunst an In- und Ausländer verliehen.

## Ordensklassen
Zunächst in nur einer Klasse gestiftet, wurde der Orden im Jahre 1912 um zwei Klassen erweitert.
- I. Klasse
- II. Klasse
- III. Klasse

## Ordensdekoration
Das Ordenszeichen des 1. Modells (1873–1905) ist eine hochovale Bronze vergoldete Medaille, die von 24 spitzen Strahlen umgeben ist und von einer Krone getragen wird. Mittig der Buchstabe  F  (Friedrich) in gotischer Schrift und darunter im Halbrund die Inschrift HERZOG VON ANHALT. Auf der Rückseite ist die vierzeilige Inschrift FÜR WISSENSCHAFT UND KUNST zu lesen, die von einem oben offenen und unten zusammengebundenen Lorbeerkranz umschlossen ist.
Das 2. Modell (1905–1918) ist Bronze vergoldet bzw. aus Silber (III. Klasse) und statt der Strahlen von einem dichten Lorbeerkranz umschlossen. Rückseitig das anhaltische Wappen mit der Umschrift FÜR WISSENSCHAFT UND KUNST.

## Trageweise
Ursprünglich am Band auf der linken Brustseite getragen, wurde die I. Klasse nach der Erweiterung im Jahre 1905 von Herren als Halsorden und von Damen mit einer Schleife an der linken Schulter angelegt. Die II. und III. Klasse dekorierte am Band auf der linken Brustseite.

## Sonstiges
Die Insigne war nach dem Ableben des Inhabers rückgabepflichtig.